# Polžov (Pohorská Ves)
Osada Polžov (něm. Pilsenschlag; ve starší podobě i Plzow, Polzow, Splžov, Rybnava, Hřibnová či Pilsnsslog) stávala v lesích mezi Lužnicí, Meziříčím a Kuřím. Po administrativní stránce spadala právě pod Lužnici, dnes místní část Pohorské Vsi. Nejednalo se o nikterak velkou osadu. Alois Chytil sice k roku 1921 uvádí 17 domů a v nich 75 obyvatel, ale pravděpodobně až do roku 1945 zde stávalo okolo 10 domů. Ottův slovník pak k roku 1890 uvádí 12 domů a 83 obyvatel.
První písemná zmínka o osadě pochází z roku 1541. Ačkoliv nebyl Polžov nikterak velký, stávala zde škola, kterou navštěvovali žáci z okolí – především Jitronic, Klepné a Kuřího. Ještě na začátku 50. let po odsunu Němců je v místě uváděno 8 domů a v nich 34 obyvatel, ovšem i ti osadu nakonec opustili. Do současnosti se dochovaly jen zbytky ruin stavení a v roce 2010 opravená kaplička, původně stojí na návsi.

## Galerie

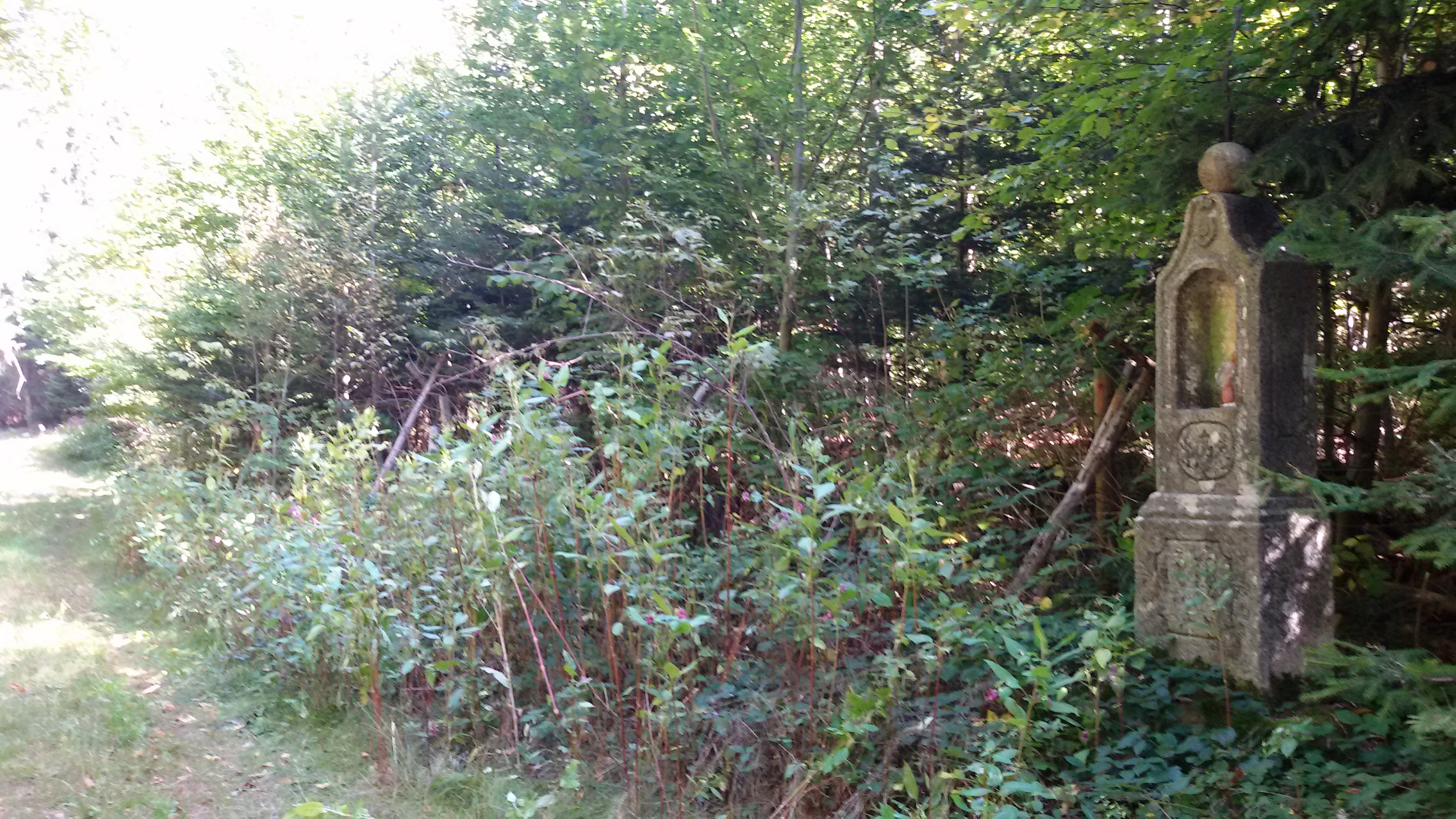
Boží muka nad Polžovem (Lužnice)
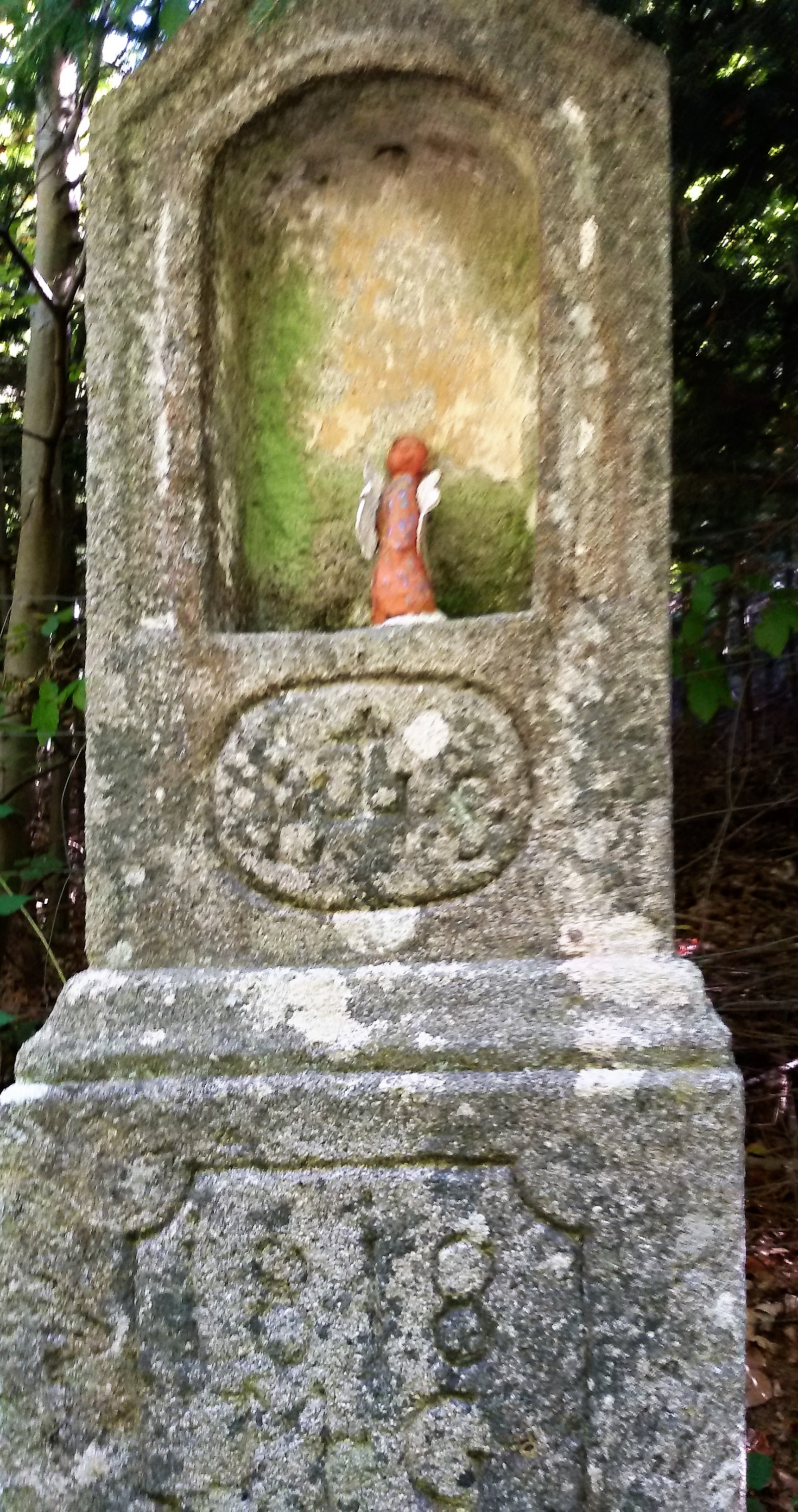
Boží muka - detail
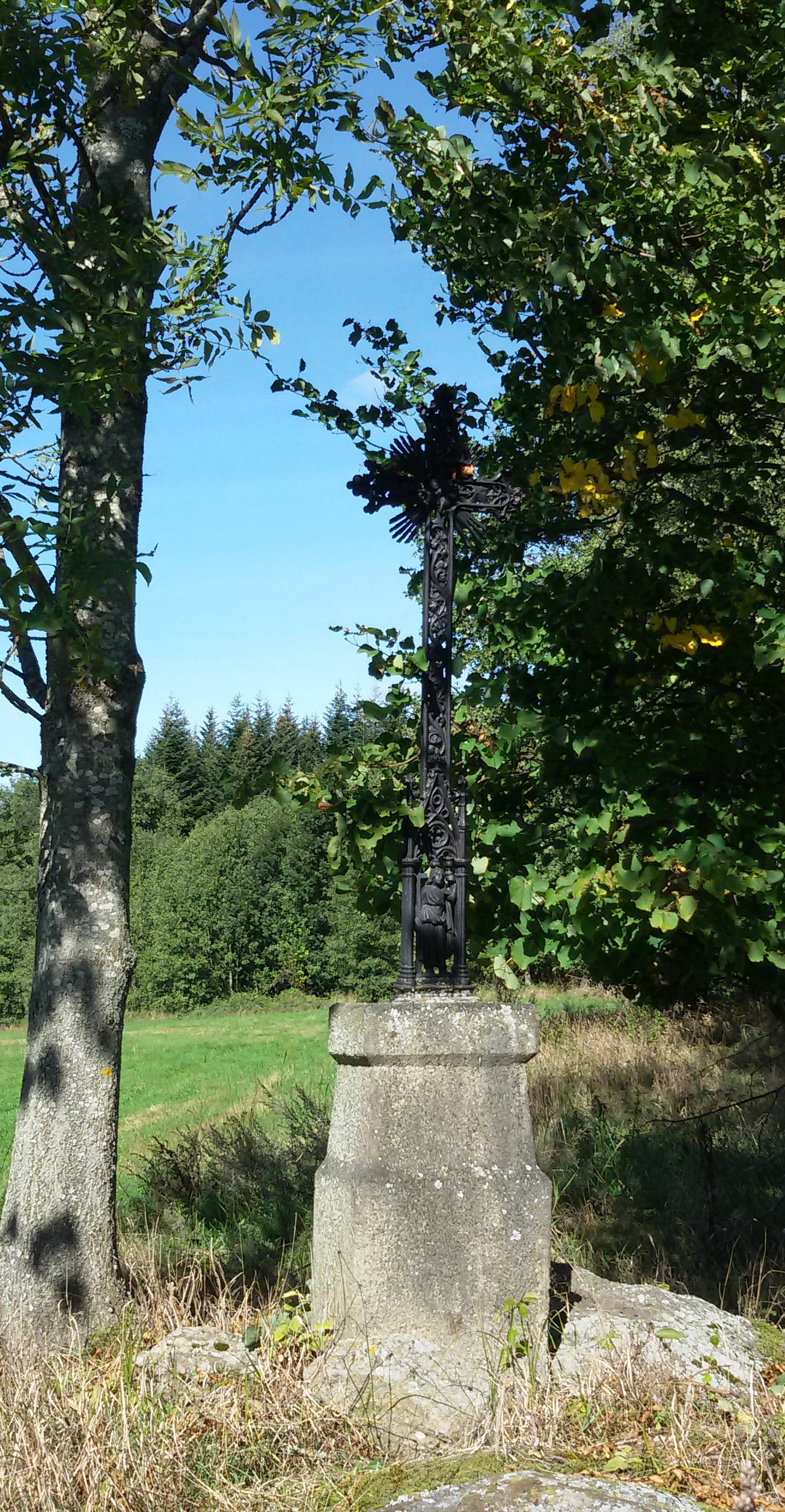
Křížek poblíž Polžova
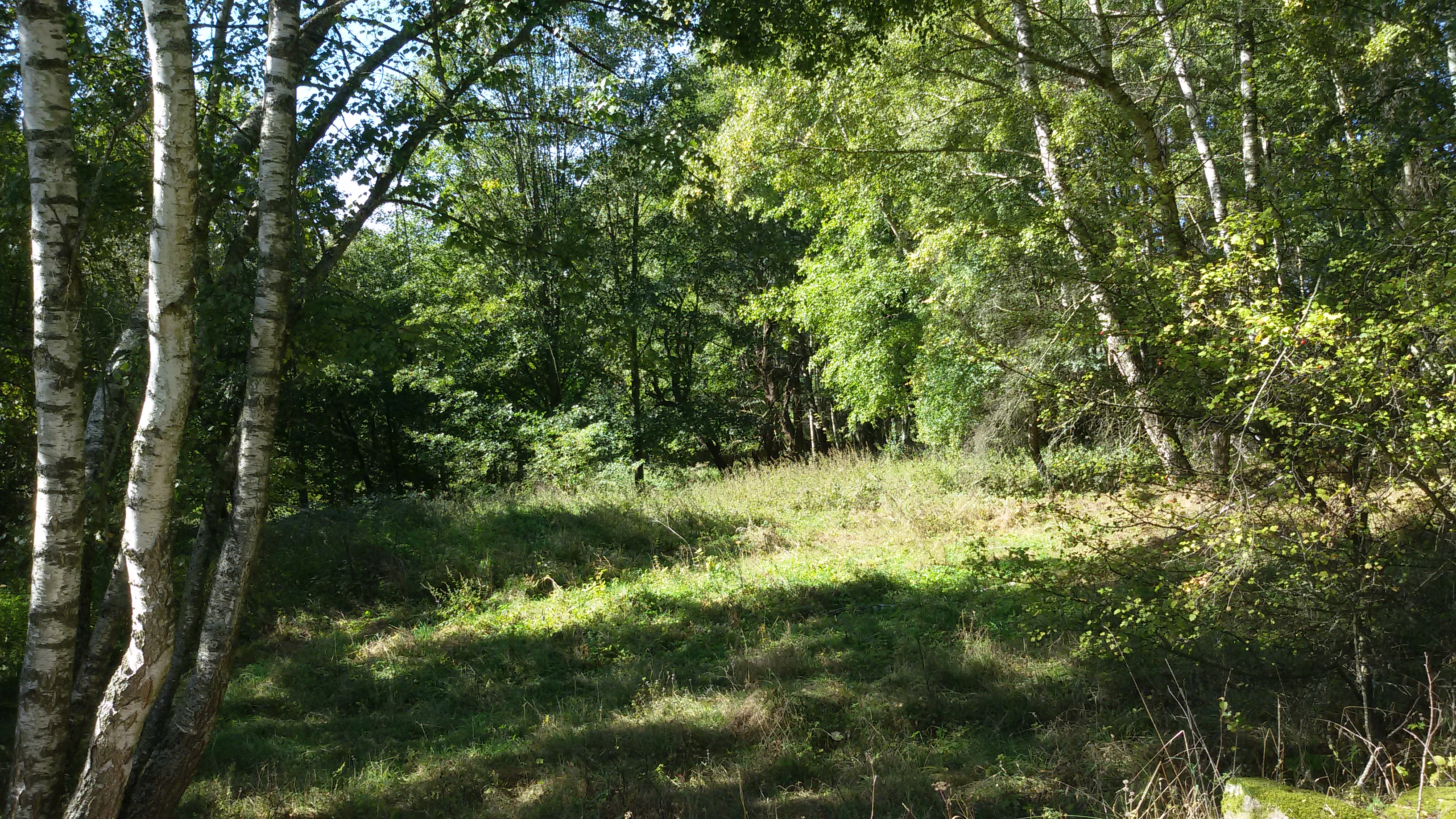
Náves Polžova v roce 2018